# رنو سلتیکاتر
رنو سلتیکاتر (Renault Celtaquatre) خودرویی است که در سال‌های ۱۹۳۴ تا ۱۹۳۸در فرانسه تولید شده‌است.
این خودرو در کلاس خودرو کامپکت قرار گرفته و طراحی آن خودروهای موتور جلو-محور عقب بوده طول آن در حالت طبیعی ۳٬۸۶۰ میلیمتر (۱۵۲٫۰ اینچ) است.
موتور آن ۱۴۶۳ سی‌سی سیستم جعبه‌دندهٔ آن ۳ دنده به صورت دستی است.